# Сорафурча (Болцано)
Сорафурча је насеље у Италији у округу Болцано, региону Трентино-Јужни Тирол.
Према процени из 2011. у насељу је живело 108 становника. Насеље се налази на надморској висини од 1368 м.